# Psychoda solivaga
Psychoda solivaga és una espècie d'insecte dípter pertanyent a la família dels psicòdids que es troba a Nova Zelanda: les Illes Auckland.